# Decibel (magazine)
Pour les articles homonymes, voir Décibel (homonymie).
Decibel est un mensuel américain spécialisé dans le heavy metal, publié par Red Flag Media Inc. et situé à Philadelphie, en Pennsylvanie. Il inclut des sections telles que la présentation, les critiques, et le Hall of Fame.
Le magazine est lancé en 2004 par l'actuel éditeur en chef Albert Mudrian. Hormis sa publication en magazine, Decibel participe également au monde du heavy metal à travers des concerts et des tournées, à la production de disques microsillon, un blog et un site web, et la publication et vente d'ouvrages.

## Histoire
Le magazine Decibel est pour la première fois imprimé en 2004. Il est lancé avec les efforts d'Albert Mudrian, et publié par Alex Mulcahy. Notoire parmi les musiciens du milieu heavy metal avec son ouvrage Choosing Death: An Improbable History of Death Metal and Grindcore, Mudrian veut participer à la critique de la scène metal extrême.  Concernant la création de Decibel, il explique selon ses termes : « Je pense que la conception de Decibel remonte au début des années '90, alors qu'un mec lisait des fanzines et Metal Maniacs. Il existait une fascination pour la scène metal extrême en général, avec un sentiment d'autorité inexistante, du moins en Amérique. J'avais 20 ans, et je m'intéressais à la publication ; et je me souviens avoir envoyé des articles à Metal Maniacs et Terrorizer sans jamais rien avoir reçu d'eux en retour. »